# Gifu

Gifu (岐阜市 Ena-shi?) este un municipiu din Japonia, centrul administrativ al prefecturii Gifu.